# Plattville (Illinois)
Plattville es una villa ubicada en el condado de Kendall en el estado estadounidense de Illinois. En el censo de 2010 tenía una población de 242 habitantes y una densidad poblacional de 41,11 personas por km².

## Geografía
Plattville se encuentra ubicada en las coordenadas 41°32′1″N 88°23′7″O / 41.53361, -88.38528. Según la Oficina del Censo de los Estados Unidos, Plattville tiene una superficie total de 5.89 km², de la cual 5.89 km² corresponden a tierra firme y (0%) 0 km² es agua.

## Demografía
Según el censo de 2010, había 242 personas residiendo en Plattville. La densidad de población era de 41,11 hab./km². De los 242 habitantes, Plattville estaba compuesto por el 95.45% blancos, el 0% eran afroamericanos, el 0% eran amerindios, el 0% eran asiáticos, el 0% eran isleños del Pacífico, el 4.13% eran de otras razas y el 0.41% pertenecían a dos o más razas. Del total de la población el 4.96% eran hispanos o latinos de cualquier raza.